# 数学記号の表 (導入年別)
次の表は数学で使われている多くの特殊記号を導入された年の順に並べたものである。
| 記号                              | 名前                                            | 最初の使用年                                                                         | 最初の使用者                               |
| --------------------------------- | ----------------------------------------------- | ------------------------------------------------------------------------------------ | ------------------------------------------ |
| +                                 | 加号                                            | 1360年頃（加号に似たラテン語のetの省略）                                             | ニコル・オレーム                           |
| −                                 | マイナス記号                                    | 1489年頃（マイナス記号の最初の登場、プラス記号の紙上に最初の登場）                   | ヨハネス・ヴィトマン                       |
| √                                 | 根号（平方根を表す）                            | 1525年頃（冪根の上に線はなかった）                                                   | クリストッフ・ルドルフ                     |
| (…)                               | 括弧（計算順序のまとめとして）                  | 1544年頃（手書きのメモにおいて）                                                     | ミヒャエル・シュティーフェル               |
| (…)                               | 括弧（計算順序のまとめとして）                  | 1556年                                                                               | ニコロ・タルタリア                         |
| =                                 | 等号                                            | 1557年                                                                               | ロバート・レコード                         |
| ×                                 | 乗法記号                                        | 1618年                                                                               | ウィリアム・オートレッド                   |
| ±                                 | プラスマイナス記号                              | 1628年                                                                               | ウィリアム・オートレッド                   |
| ∷                                 | 比例記号                                        | 1628年                                                                               | ウィリアム・オートレッド                   |
| n√                                | 根号（n乗根を表す）                             | 1629年                                                                               | アルベール・ジラール                       |
| <                                 | 不等号（超過と未満）                            | 1631年                                                                               | トーマス・ハリオット                       |
| >                                 | 不等号（超過と未満）                            | 1631年                                                                               | トーマス・ハリオット                       |
| xy                                | 肩付き記法（べき乗を表す）                      | 1636年（肩付き数字にローマ数字を用いる）                                             | ジェームズ・ヒューム                       |
| xy                                | 肩付き記法（べき乗を表す）                      | 1637年（現在と同じ表記法）                                                           | ルネ・デカルト                             |
| √ ̅                                | 根号（平方根を表す）                            | 1637年（冪根の上に線あり）                                                           | ルネ・デカルト                             |
| %                                 | パーセント記号                                  | 1650年ごろ                                                                           | 不明                                       |
| ÷                                 | 除算記号                                        | 1659年                                                                               | ヨハン・ラーン                             |
| ∞                                 | 無限記号                                        | 1655年                                                                               | ジョン・ウォリス                           |
| ≤                                 | 不等号（以上と以下）                            | 1670年 (不等号の下ではなく上に横線を加えて）                                         | ジョン・ウォリス                           |
| ≥                                 | 不等号（以上と以下）                            | 1734年（不等号の下に二重の横線を加えて）                                             | ピエール・ブーゲ                           |
| d                                 | 微分記号                                        | 1675年                                                                               | ゴットフリート・ライプニッツ               |
| ∫                                 | 積分記号                                        | 1675年                                                                               | ゴットフリート・ライプニッツ               |
| :                                 | コロン（除法を意味する）                        | 1684年（1633年に始まる分数を表すコロンの使用から派生）                               | ゴットフリート・ライプニッツ               |
| ·                                 | 中黒（乗法を意味する）                          | 1698年（並んだ数字を分けるための最初期の中黒の使用から派生したものであろう）         | ゴットフリート・ライプニッツ               |
| ⁄                                 | スラッシュ（solidusとも）                       | 1718年 (12世紀アラブ人により考案された水平の分数線から派生）                         | トーマス・トワイニング                     |
| ≠                                 | 不等号（等しくないことを表す）                  | 不明                                                                                 | レオンハルト・オイラー                     |
| x′                                | プライム記号（微分を意味する）                  | 1748年                                                                               | レオンハルト・オイラー                     |
| {\displaystyle \textstyle \sum }  | 総和記号                                        | 1755年                                                                               | レオンハルト・オイラー                     |
| ∝                                 | 比例記号                                        | 1768年                                                                               | ウィリアム・エマーソン                     |
| ∂                                 | 偏微分記号（curly dもしくはヤコビのデルタとも） | 1770年                                                                               | ニコラ・ド・コンドルセ                     |
| {\displaystyle \lim }             | 極限記号                                        | 1778年                                                                               | サイモン・アントワーヌ・ジャン・リュイリエ |
| ≡                                 | 恒等記号（合同関係を表す）                      | 1801年（紙上で最初に登場した年。これより前にもガウスの個人的なメモでは使われていた） | カール・フリードリヒ・ガウス               |
| [x]                               | 整数部（床関数とも）                            | 1808年                                                                               | カール・フリードリヒ・ガウス               |
| {\displaystyle \textstyle \prod } | 総乗記号                                        | 1812年                                                                               | カール・フリードリヒ・ガウス               |
| !                                 | 階乗                                            | 1808年                                                                               | クリスチャン・クランプ                     |
| ⊂                                 | 部分集合記号（subset, supersetとも）            | 1817年                                                                               | ジョセフ・ジェルゴンヌ                     |
| ⊃                                 | 部分集合記号（subset, supersetとも）            | 1890年                                                                               | エルンスト・シュレーダー                   |
| \|…\|                             | 絶対値表記                                      | 1841年                                                                               | カール・ワイエルシュトラス                 |
| \|…\|                             | 行列の行列式                                    | 1841年                                                                               | アーサー・ケイリー                         |
| ‖…‖                               | 行列記法                                        | 1843年                                                                               | アーサー・ケイリー                         |
| ∇                                 | ナブラ記号（ベクトル微分を表す）                | 1846年（以前はハミルトンにより多目的の演算記号として使われていた）                   | ウィリアム・ローワン・ハミルトン           |
| ∩                                 | 積集合                                          | 1888年                                                                               | ジュゼッペ・ペアノ                         |
| ∪                                 | 和集合                                          | 1888年                                                                               | ジュゼッペ・ペアノ                         |
| ∈                                 | 部分集合（元であることを表す）                  | 1894年                                                                               | ジュゼッペ・ペアノ                         |
| ℚ                                 | 黒板太字大文字Q（有理数集合）                   | 1895年                                                                               | ジュゼッペ・ペアノ                         |
| ∃                                 | 存在記号                                        | 1897年                                                                               |                                            |
| ℵ                                 | アレフ数（超限基数を表す）                      | 1893年                                                                               | ゲオルク・カントール                       |
| {…}                               | 波括弧（集合表記で使われる）                    | 1895年                                                                               | ゲオルク・カントール                       |
| ℕ                                 | 黒板太字大文字N（自然数集合を表す）             | 1895年                                                                               | ジュゼッペ・ペアノ                         |
| ·                                 | 中黒（ドット積を表す）                          | 1902年                                                                               | ウィラード・ギブズ                         |
| ×                                 | 乗法記号（クロス積を表す）                      | 1902年                                                                               | ウィラード・ギブズ                         |
| ∨                                 | 論理和 (OR)                                     | 1906年                                                                               | バートランド・ラッセル                     |
| (…)                               | 行列表記                                        | 1909年                                                                               | マクシム・ボッチャー                       |
| […]                               | 行列表記                                        | 1909年                                                                               | ゲルハルト・コヴァレフスキ                 |
| ∮                                 | 線積分記号                                      | 1917年                                                                               | アルノルト・ゾンマーフェルト               |
| ℤ                                 | 黒板太字大文字Z（整数集合）                     | 1930年                                                                               | エトムント・ランダウ                       |
| ∀                                 | 全称記号                                        | 1935年                                                                               | ゲルハルト・ゲンツェン                     |
| ∅                                 | 空集合記号                                      | 1939年                                                                               | アンドレ・ヴェイユ / ニコラ・ブルバキ      |
| ℂ                                 | 黒板太字大文字C（複素数集合）                   | 1939年                                                                               | ネイサン・ジェイコブソン                   |
| →                                 | 矢（関数表記に用いる）                          | 1936年 (特定の要素の像を表す）                                                       | オイスタイン・オレ                         |
| →                                 | 矢（関数表記に用いる）                          | 1940年（現在の表記 f : X → Y）                                                       | ヴィトルト・フレヴィッツ                   |
| ∎                                 | 証明終了記号（墓石記号とも）                    | 1950年                                                                               | ポール・ハルモス                           |
| ⌊x⌋                               | x以下最大の整数（床関数）                       | 1962                                                                                 | ケネス・アイバーソン                       |
| ⌈x⌉                               | x以上最小の整数（天井関数）                     | 1962                                                                                 | ケネス・アイバーソン                       |